# Tadeusz Mytnik
Tadeusz Mytnik, nacido el 13 de agosto de 1949 en Nowice, es un ciclista polaco ya retirado. Ha ganado el Campeonato Mundial Contrarreloj por Equipos en 1973 y 1975, y ha sido medalla de plata en esta misma disciplina en los Juegos Olímpicos de Montreal 1976. Ganó el Tour de Polonia, carrera amateur, en 1975.

## Palmarés
| 1971 - Campeonato de Polonia Contrarreloj 1972 - Campeonato de Polonia Contrarreloj 1973 - Campeonato de Polonia Contrarreloj 1974 - Campeonato de Polonia Contrarreloj - 1 etapa de la Carrera de la Paz - 1 etapa del Tour del Porvenir 1975 - 1 etapa de la Carrera de la Paz 1976 - 1 etapa de la Carrera de la Paz | 1978 - Campeonato de Polonia Contrarreloj - Tour de Malopolska 1979 - Campeonato de Polonia Contrarreloj 1980 - Campeonato de Polonia Contrarreloj 1982 - Campeonato de Polonia Contrarreloj 1984 - 2º del Campeonato de Polonia de Contrarreloj |